# Дејан Илић (научник)
Професор др Дејан Илић (Селевац, код Смедеревске Паланке, 27. јул 1957) српски је научник, менаџер и професор. Илић је научник у области физичке хемије, микрорачунарства, електронике. Био је професор Универзитета у Грацу.

## Биографија
Студирао је физичку хемију у Београду (1976–1981) и Дрездену (1982–1985). Дипломирао је 1982. године на Универзитету у Медону (Француска).
Дејан Илић је у младости био члан Одбојкашке репрезентације Југославије. Спортску каријеру је почео у ОК Партизан из Београда. Са само 16 година постао је члан репрезентације. Своју каријеру је наставио у ОК Медон у Италији, а након тога у ОК Бајерн из Леверкузена.
Професионалну каријеру почиње 1987. у компанији Варта. Као шеф развојно-истраживачког тима радио је на развоју нових пуњивих микробатерија. На основу његових истраживања на универзитетима у Дрездену и Грацу о рекцији између литијум метала и метал оксида, његов развојни тим у Варти развио је револуционарни систем микробатерија који се данас користи у готово свим преносним уређајима: мобилни телефони, лаптоп рачунари, ПДА уређаји, Ипод уређаји и сл.
Године 2002. постао је професор на Универзитету у Грацу.
Илић је 2006. дошао на чело фирме Ари, лидера у производњи филмске и телевизијске опреме. Компанију АРРИ је преузео на позив немачког министра за привреду, Михаела Глоса, због добрих пословних и стваралачких резултата током рада у компанији Варта Микробатери. У новој фирми је радио на стварању електронског чипа, који ствара тродимензионалну слику тако што претвара сигнале у три боје, уместо једну како то раде конвенционални чипови. Резултат тога је камера Арифлекс Д21 која на овим принципима даје тродимензионалну слику високе резолуције.

## Награде и признања
За креацију микробатерије и смарт картице 2005. године освојио је награду за животно дело Светског удружења хемичара, а Варта Микробатери проглашена је за најуспешније предузеће у Немачкој.
Компанија Ари је под руководством професора Илића до сада добила 13 светских признања за своје производе. Међу њима су и три Оскара за разна достигнућа. Последњи и најзначајнији је Оскар за техничко достигнуће 2008. године. Реч је о производу Аримакс који даје светло уз чију помоћ могу да се виде детаљи који обичним оком нису видљиви. Производ се примењује у филмској индустрији, али и у медицини, аутомобилској индустрији, код сигурносних система итд.